# Stevie Ray Vaughan
Stevie Ray Vaughan (Dallas, Texas, 3. listopada 1954. – East Troy, Wisconsin, 27. kolovoza 1990.) bio je američki blues glazbenik. 

## Životopis
Rođen je i odrastao u Dallasu. Počeo je svirati gitaru sa sedam godina, isprva inspiriran svojim starijim bratom Jimmiejem Vaughanom. Godine 1972. napustio je srednju školu i preselio se u Austin, gdje je počeo stjecati sljedbenike nakon nastupa u lokalnim klubovima. Vaughan je 1978. godine udružio snage s Tommyjem Shannonom na basu i Chrisom Laytonom na bubnjevima kao „Double Trouble” i uspostavio ga kao dio glazbene scene u Austinu; ubrzo je postao jedan od najpopularnijih izvođača u Teksasu. Nastupao je na Montreux Jazz Festivalu 1982., gdje ga je David Bowie vidio kako svira. Bowie ga je kontaktirao za studijski nastup koji je rezultirao time da je Vaughan svirao blues gitaru na albumu „Let's Dance” (1983.), prije nego što ga je otkrio John Hammond koji je zainteresirao veliku izdavačku kuću Epic Records da potpišu ugovor s Vaughanom i njegovim bendom. U roku od nekoliko mjeseci postigli su glavni uspjeh za debitantski album „Texas Flood”. Uz niz uspješnih pojavljivanja na televizijskim mrežama i opsežnih koncertnih turneja, Vaughan je postao vodeća figura u oživljavanju bluesa 1980-ih. Svirajući gitaru iza leđa ili trzajući žice zubima kao što je to radio Jimi Hendrix, stekao je slavu u Europi, što je kasnije rezultiralo probojima gitarista kao što su Robert Cray, Jeff Healey, Robben Ford i Walter Trout.
Tijekom većeg dijela života Vaughan se borio s alkoholizmom i ovisnošću o drogama. Također se borio s osobnim i profesionalnim pritiscima slave i braka s Lenorom "Lenny" Bailey. Uspješno je završio rehabilitaciju i ponovno započeo turneju s „Double Trouble” u studenom 1986. godine. Njegov četvrti i posljednji studijski album „In Step” dosegao je 33. mjesto u Sjedinjenim Državama 1989.; to je bilo jedno od Vaughanovih kritički i komercijalno najuspješnijih izdanja i uključivalo je njegov jedini hit broj jedan, "Crossfire". Postao je jedan od najtraženijih svjetskih blues izvođača, a bio je i predvodnik „Madison Square Gardena” 1989. i Beale Street Music Festivala 1990.
Dana 27. kolovoza 1990. Vaughan i još četvero poginuli su u helikopterskoj nesreći u East Troyu, Wisconsin, nakon nastupa s „Double Troubleom” u Alpine Valley Music Theatreu. Istraga je zaključila da je uzrok nesreće bila pogreška pilota, a Vaughanova obitelj je kasnije podnijela tužbu za smrt protiv Omniflight Helicoptera koja je nagođena izvan suda. Vaughanova glazba nastavila je postizati komercijalni uspjeh s nekoliko posthumnih izdanja i prodala je više od 15 milijuna albuma samo u Sjedinjenim Državama. Godine 2003. David Fricke iz Rolling Stonea uvrstio ga je na sedmo mjesto najvećih gitarista svih vremena. Vaughan je posthumno uvršten u Kuću slavnih rock and rolla 2015., zajedno s kolegama iz benda „Double Trouble” Chrisom Laytonom, Tommyjem Shannonom i Reese Wynansom.
U svojoj karijeri je izdao 6 albuma.

## Diskografija
- Texas Flood (1983)
- Couldn't Stand the Weather (1984)
- Soul to Soul (1985)
- In Step (1989)
- Family Style (1990) (snimljen s bratom Jimmiejem)
- In Session (1999) (Snimljen s Albertom Kingom)

## Vanjske poveznice
|  | Zajednički poslužitelj ima još gradiva o temi Stevie Ray Vaughan |